# Грошевой, Юрий Михайлович
Юрий Михайлович Грошевой (укр. Юрій Михайлович Грошевий; 10 ноября 1931, Харьков, Украинская ССР — 8 или 9 ноября 2013, там же, Украина) — советский и украинский учёный-правовед, специалист в области уголовного процесса. Доктор юридических наук (1976), профессор (1978).
Декан вечернего факультета (1970—1973 и 1975—1979), заведующий Кафедрой уголовного процесса (1979—1982 и 1992—2008) и Кафедрой организации судебных и правоохранительных органов (1987—1992) Харьковского юридического университета (с 1991 — Украинская юридическая академия, с 1995 — Национальная юридическая академия Украины имени Ярослава Мудрого).
Академик Национальной академии правовых наук Украины с 1992 года, а в 1992—2007 годах её вице-президент. Заслуженный деятель науки и техники Украинской ССР (1990) и лауреат Государственной премии Украины в области науки и техники (2012).

## Биография

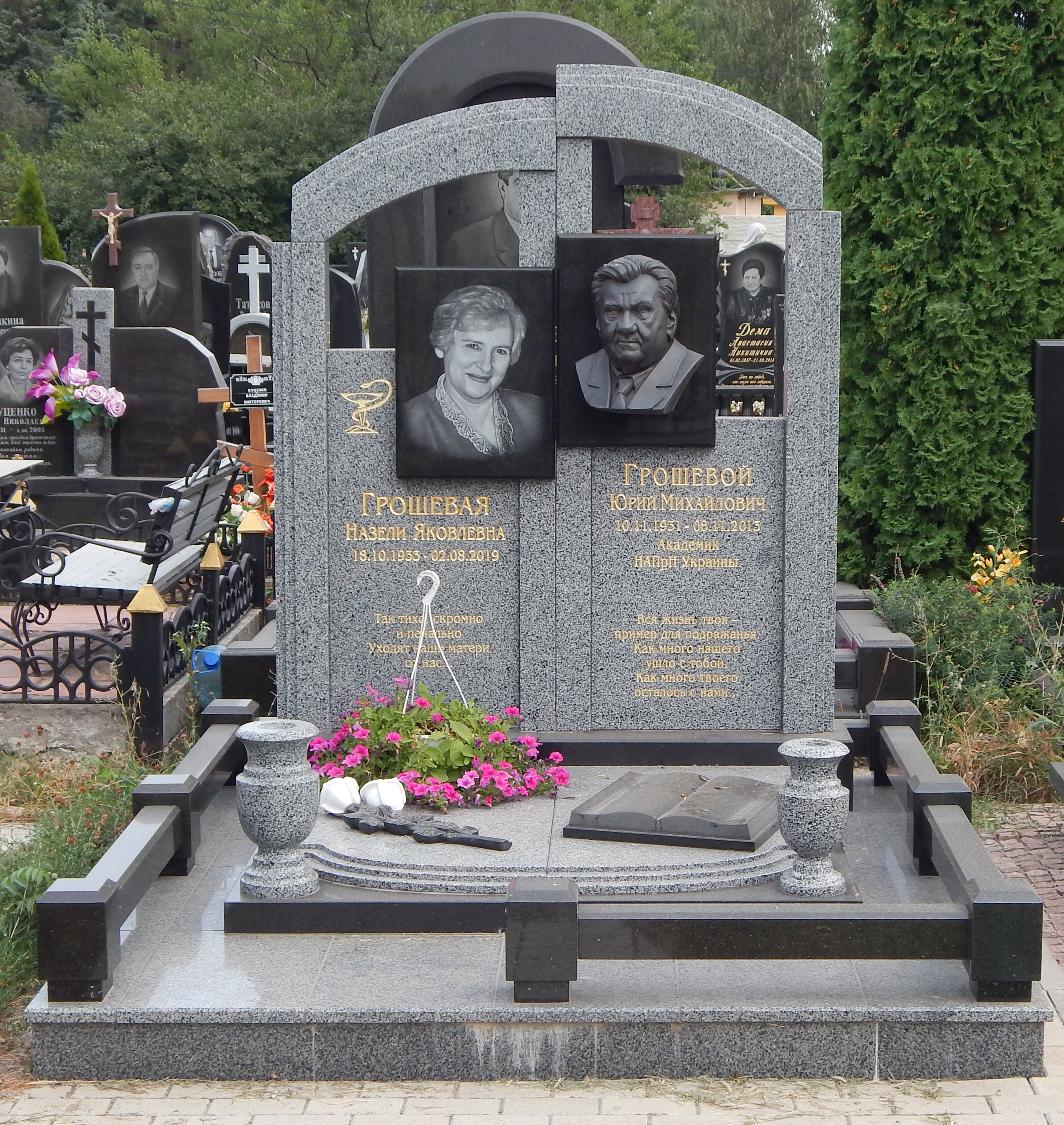
Могила на 13-м городском кладбище Харькова

Юрий Грошевой родился 10 ноября 1931 года в Харькове. Высшее образование получил в Харьковском юридическом институте (ХЮИ), окончив который в 1953 году продолжил обучаться в аспирантуре на кафедре уголовного процесса этого вуза. В 1956 году окончил аспирантуру.
После окончания аспирантуры начал работать следователем в следственном отделе Управления Комитета государственной безопасности по Белгородской области. На следовательской должности Грошевой проработал до 1959 года, а с 1960 по 1963 год сначала был государственным арбитром в Днепропетровском областном государственном арбитраже, а затем начальником юридического бюро при Днепропетровском шинном заводе. В 1964—1966 годах занимал должность судьи Днепропетровского областного суда.
В 1966 году Грошевой начал свою работу в ХЮИ на должности старшего преподавателя кафедры уголовного процесса, но уже в том же году стал доцентом этой кафедры и оставался им вплоть до 1976 года. В 1969 году с целью подготовки специалистов без отрыва от производства при ХЮИ был создан вечерний факультет, первым деканом которого в марте 1970 года был назначен Юрий Грошевой. На этой должности он проработал до августа 1973 года, когда её занял В. С. Зеленецкий, но с сентября 1975 по октябрь 1979 года Юрий Михайлович вновь возглавлял это подразделение ХЮИ.
Данные о следующих нескольких годах биографии Грошевого расходятся. По одной версии в 1976 году он стал заведующим кафедрой правосудия и прокурорского надзора ХЮИ, по другой версии 1976 году также стал профессором кафедры уголовного процесса, а по третей — начиная с 1976 года Грошевой последовательно занимал должности заместителя декана, декана и профессора кафедры уголовного процесса.
В 1979 году Юрий Грошевой был избран заведующим кафедрой уголовного процесса ХЮИ, заменив на этой должности В. Д. Финько. До 1982 года Юрий Михайлович продолжал возглавлять кафедру уголовного процесса. В 1987 году Грошевой стал первым заведующим новосозданой в ХЮИ кафедры организации судебных и правоохранительных органов. За период его работы на этой кафедры был разработан и внедрен необходимый учебно-методический материал для обеспечения учебного процесса, а также углублено изучение организации судебных и правоохранительных органов. Пробыв 5 лет на должности заведующего этой кафедрой Грошевой уступил должность своему ученику И. Е. Марочкину, а сам был вновь избран на аналогичную должность на кафедре уголовного процесса Украинской юридической академии (до 1991 года ХЮИ). В период, когда Юрий Грошевой возглавлял кафедру уголовного процесса, был собран коллектив, имеющий существенный научный и педагогический потенциал.
4 марта 1992 года на учредительной конференции о создании Академии правовых наук Украины (АПрНУ) Юрий Грошевой и Владлен Гончаренко были избраны её вице-президентами. В 1992—1993 годах АПрНУ действовала как общественная организация, но 23 июля 1993 года Президентом Украины был подписан Указ, согласно которому Академия становилась высшим отраслевым научным заведением, а также утверждены первые её 17 академиков, среди которых был и Грошевой. На Общем собрании 21 декабря 1993 года Юрий Грошевой был переизбран на должность вице-президента АПрНУ, другим вице-президентом стал Ф. Г. Бурчак, а президентом — В. Я. Таций.
В 2000 году Юрию Грошевому было присвоено почётное звание заслуженного профессора Национальной юридической академии Украины имени Ярослава Мудрого (до 1995 года Украинская юридическая академия). В 2008 году Грошевой ушёл с должности заведующего кафедрой уголовного процесса и вице-президента АПрНУ (по альтернативным данным занимал эту должность до 2007 года). После ухода с должности заведующего продолжал работать в должности профессора на кафедре уголовного процесса.
Юрий Михайлович Грошевой скончался 8 (по другим данным 9) ноября 2013 года. Церемония прощения с академиком Грошевым прошла 10 ноября в здании Президиума Национальной академии правовых наук Украины.

## Научная деятельность

### Учёные степени и звания
Юрий Михайлович Грошевой защитил диссертацию на соискание учёной степени кандидата юридических наук в 1965 году. Диссертация была написана по теме «Законность и обоснованность приговора советского суда», а научным руководителем этой работы был профессора Мориц Гродзинский. В этом труде Грошевой выразил следующее мнение — «осуществить правосудие в каждом уголовном деле, рассматриваемом судом — это значит … решить ее в соответствии с объективной действительностью, установить в деле истину и вынести законный и обоснованный приговор, в котором были бы правильно решены вопросы о событии преступления и о виновности подсудимого, о квалификации деяний подсудимого и о мере наказания в случае признания данного лица виновным». Официальными оппонентами Юрия Михайловича по этой работе были профессор Б. А. Галкин и доцент И. В. Терчиев.
В 1975 году Юрием Грошевым была успешно защищена докторская диссертация по теме «Теоретические проблемы формирования судейского убеждения в уголовном судопроизводстве». Данный труд, являлся первым в СССР, в котором исследовались законность и обосновательность судебного приговора как акта правосудия. Был рассмотрен путь формирования судейского убеждения в принятии решений по уголовным делам. Также понятия как «судейское убеждение» и «профессиональная правосознательность судьи» были рассмотрены с гносеологической, психологической, социологической и этической сторон. В результате чего Грошевой выделил элементы, роль судейского убеждения и профессиональной правосознательности, а также условия, факторы и этапы их формирования. Официальными оппонентами Ю. М. Грошевого были доктора юридических наук — профессора Г. З. Анашкин, М. И. Бажанов и Б. А. Галкин.
В 1970 году Юрию Михайловичу было присвоено учёное звание доцента, а в 1978 году — профессора. В 1993 году Грошевой был избран академиком Академии правовых наук Украины (с 2010 года — Национальной).

### Научные интересы и взгляды
С конца 1950-х до середины 1960-х Юрий Грошевой изучал соблюдения принципов уголовного процесса при вынесении судебного приговора. В 1965 году Грошевым была защищена кандидатская диссертация, которая отобразила его основные наработки и мысли относительно этой темы. После этого Юрий Грошевой начал изучать проблему формирования судейского убеждения в уголовном процессе, которая до того никем не была исследована. Занимаясь изучением этой темы, учёный также изучил и описал соприкасающиеся темы, такие как: психологические основы уголовного процесса, профессиональное правосознание судей, роль личности судьи в осуществлении правосудия и влияние судейского мнения на приговор.
Работая в Академии правовых наук Украины Юрий Грошевой был научным руководителем темы «Уголовно-процессуальное познание и его критерии», которая считалась одной из наиболее перспективных для научных исследований, и одной из наиболее значимых для построения правового государства на Украине.

### Участие в подготовке учёных
Юрий Михайлович Грошевой был научным руководителей у 58 кандидатов юридических наук и научным консультантом у 4 докторов юридических наук. Среди его учеников были: В. В. Афанасьев (1995), В. С. Бабкова (1999), О. Г. Бегунц (1989), Л. М. Билецкая, В. Д. Брынцев (1995), В. В. Вапнярчук (2000), Т. Б. Вильчик (1993), О. И. Виноградова (2000), С. Г. Волкотруб (2003), Т. С. Гавриш (2004), В. Н. Гусаров (1995), Н. А. Дрёмина (1991), А. М. Дроздов (2004), Л. С. Жилина (1999), В. Н. Ищенко (2001),  О. В. Каплина (1998), П. М. Каркач (1989), Ю. П. Ковбаса, Г. К. Кожевников (1992), А. В. Кондратьев (2005), М. В. Косюта (2002), В. В. Кривобок (1997), В. И. Марынив (1999), М. А. Маркуш, И. Е. Марочкин (1984), Г. В. Мовчан, А. Б. Муравин (1987), Н. Г. Пинчук, Д. И. Пышнев (1981), Н. А. Погорецкий (1997), В. Н. Ревака, В. А. Рогожин (1982), Н. В. Руденко (1989 и 2001), Г. П. Середа (2000), Н. В. Сибилева (1986), С. В. Слинько (1991), А. П. Снигерёв (1996), Ж. О. Сульженко (1995), А. Н. Толочко (1985), В. М. Трофименко (2000), А. Р. Туманянц (1998), Д. В. Филин (1990), С. Б. Фомин (2003), Ю. В. Хоматов (1994), В. М. Хотинец (1978), Е. Б. Червякова (1992), А. А. Шандула (1996), С. Ф. Шумилин (1981), П. В. Шумский (1992), Ю. П. Янович (1992).
На протяжении многих лет Грошевой входил в состав двух специализированных учёных советов по защите кандидатских и докторских диссертаций при Национальном юридическом университете имения Ярослава Мудрого — Д.64.086.01 и Д.64.086.03, последнюю Грошевой возглавлял 24 года, а затем был её членом. Кроме того, Грошевой был официальным оппонентом в 25 докторских диссертациях и в более чем 50 кандидатских, неоднократно был приглашен в этом качестве учёными из других специализированных учёных советов Украины, а также России и Беларуси. Был руководителем одного из 6 научных кружков, которые функционировали при кафедре уголовного процесса Национального юридического университета имени Ярослава Мудрого.
Среди учёных у которых Ю. М. Грошевой был официальным оппонентом были: А. Н. Ахтырская (1998), Г. Ш. Берлянд (1971), О. Ю. Булулуков (1997), В. Н. Варцаба (2003), Ю. А. Гришин (2000), С. Ф. Денисюк (1999), Т. В. Каткова (1997), В. Ю. Кузьминова (2002), В. Т. Маляренко (1999), Е. В. Новиков (1984), А. Б. Романюк (2004), А. В. Танцюра (1995), В. Ю. Шепитько (1996), Л. В. Юрченко (2002).

### Научно-практическая работа
Занимаясь научно-практической деятельностью, принимал участии в реформировании законодательства и работе над проектами законодательных актов. Был первым украинским учёным, который занимался проблемой правовой имплементации международных правовых актов в украинское уголовно-процессуальное законодательство.
Являлся членом рабочей группы по подготовке проектов Конституции Украины. В 1992 году Юрий Грошевой вошёл в состав рабочей группы Кабинета министров Украины и Верховной рады Украины по разработке нового Уголовно-процессуального кодекса, а вскоре стал заместителем главы этой группы. С 1995 года был членом комиссии по доработке и согласованию Уголовного кодекса, Уголовно-процессуального кодекса и Уголовно-исполнительного кодекса Украины. Помимо того входил в состав следующих организаций: научно-консультативного совета при Верховном Суде Украины, рабочей группы Комиссии по разработке концепции судебно-правовой реформы, научно-методического совета при Министерстве юстиции Украины, Харьковского областного научно-координационного совета.
Юрий Грошевой также был научным консультантом комиссии Верховной рады Украины по вопросам правовой политики и судебно-правовой реформы и научным советником Генеральной прокуратуры Украины.
Принимал участие в разработке «Модельного Уголовно-процессуального Кодекса для государств — участников Содружества Независимых Государств», проекта Уголовно-процессуального кодекса Украины, а также проектов ряда законопроектов, среди которых были: «О судоустройстве», «О прокуратуре» и «Об оперативно-розыскной деятельности». Также входил в состав Конституционной комиссии при Президенте Украины, во время разработке ею первых двух проектов Законов Украины «О Конституционном Суде Украины».

### Научные труды
В книге «Вибрані праці» (рус. «Избранные труды»), изданной в 2011 году к 80-летию Ю. М. Грошевого, указывалось, что он является автором, соавтором либо научным редактором более чем 450 научных трудов. В другой книге «Національна юридична академія України імені Ярослава Мудрого. 1804 − 2009» (рус. «Национальная юридическая академия Украины имени Ярослава Мудрого. 1804 − 2009»), изданной в 2009 году говорилось, о том, что он опубликовал более 300 научных трудов. В изданном в 2014 году справочнике «Професори Національного юридичного університету імені Ярослава Мудрого» (рус. «Профессора Национального юридического университета имени Ярослава Мудрого»), говорилось, что Грошевой опубликовал более 350 научных трудов.
Среди научных трудов, в которых Юрий Михайлович Грошевой был автором либо соавтором, основными являются:
- «Проблемы формирования судейского убеждения в уголовном процессе» (1975),
- «Правовые свойства приговора — акта социалистического правосудия» (1979),
- «Сущность судебных решений в уголовном процессе» (1979),
- «Освобождение от уголовной ответственности в стадии судебного разбирательства» (1979),
- «Профессиональное правосознание судьи и социалистическое правосудие» (1986),
- «Кассационный протест прокурора по уголовным делам» (1989),
- «Прокурорский надзор в Украине» (укр. «Прокурорський нагляд в Україні»; 1994 и 1997),
- «Обеспечение органами внутренних дел международно-правовых стандартов прав человека при охране общественного порядка» (укр. «Забезпечення органами внутрішніх справ міжнародно-правових стандартів прав людини при охороні громадського порядку»; 2001),
- «Новое в уголовно-процессуальном законодательстве» (укр. «Нове у кримінально-процесуальному законодавстві»; 2002),
- «Конституционно-правовые основы становления украинского государства» (укр. «Конституційно-правові засади становлення української державності»; 2003),
- «Конституция Украины: научно-практический комментарий» (укр. Конституція України: науково-практичний коментар; 2003 и 2011),
- «Судебная экспертиза: нормативно-правовое регулирование и научные комментарии» (укр. Судова експертиза: нормативно-правове регулювання та наукові коментарі; 2004),
- «Доказательства и доказывание у уголовном процессе» (укр. Докази і доказування у кримінальному процесі; 2006),
- «Частная жизнь и полиция. Концептуальные подходы, теория и практика» (укр. Приватне життя і поліція. Концептуальні підходи, теорія і практика; 2006),
- «Судебный контроль в сфере оперативно-розыскной деятельности» (укр. Судовий контроль у сфері оперативно-розшукової діяльності; 2009),
- «Досудебное расследование преступлений» (укр. Досудове розслідування злочинів; 2009),
- «Правовая система Украины: история, состояние и перспективы» (укр. Правова система України: історія, стан та перспективи; 2008, член редакционной коллегии и соавтор), * «Уголовно-процессуальное доказывание и оперативно-розыскная деятельность» (укр. Кримінально-процесуальне доказування та оперативно-розшукова діяльність; 2010).

Помимо того был научным редактором и соавтором четырёх учебников по уголовному процессу: «Советский уголовный процесс» (1978 и 1983), «Уголовный процесс Украины» (укр. Кримінальний процес України; 2000) и «Уголовный процесс» (укр. Кримінальний процес; 2010).
Участвовал в написании статей для шеститомника «Юридична енциклопедія». Был членом редакционных коллегий ряда периодических изданий (журналов и сборников) юридической направленности: «практика Европейского суда по правам человека. Решения. Комментарии» (укр. «Рішення Європейського суду з прав людини. Рішення. Комментарі»), «Право Украины» (укр. «Право України»), «Вестник Академии прокуратуры Украины» (укр. «Вісник Академії прокуратури України»), «Вестник Академии правовых наук Украины» (укр. «Вісник Академії правових наук України»), «Проблемы борьбы с преступностью» (укр. «Проблеми боротьби зі злочинністю»), «Проблемы законности» (укр. «Проблеми законності»).

## Семья
Дочь Юрия Михайловича — Елена Грошевая была заместителем председателя Апелляционного суда Харьковской области, а с 29 апреля 2020 года является председателем этого суда.

## Награды и память
Юрий Михайлович Грошевой был удостоен следующих наград, званий, премий и отличий:
- Лауреат Государственной премии Украины в области науки и техники (18 мая 2012) — «за цикл научных трудов „Правовая система Украины: история, состояние, перспективы“ в пяти томах — Х: Право, 2008»[85];
- Орден «За заслуги» III степени (2000);
- Почётное звание «Заслуженный деятель науки и техники Украинской ССР» (18 октября 1990) — «за заслуги в развитии правоведения и подготовке высоквалифицированых юридических кадров»[86];
- шесть медалей;
- Почётная грамота Высшего хозяйственного суда Украины (2001);
- Почётная грамота Верховной Рады Украины[укр.] (2001);
- Почётная грамота Верховного Суда Украины (2005);
- Почётная грамота Высшего хозяйственного суда Украины (2000);
- Почётное отличие Службы безопасности Украины (2001);
- Отличие МВД Украины «За содействие органам внутренних дел Украины» (2003);
- Почётное отличие Министерства юстиции Украины (2008);
- Почётный работник Арбитражного суда Украины (1995);
- Почётный работник Прокуратуры Украины (2001);
- Лауреат III Всеукраинского конкурса на лучшее юридическое издание, номинация «Юридические учебники» (2000);
- Лауреат премии имени Ярослава Мудрого, номинация «За выдающиеся заслуги в области подготовке юридических кадров» (2003);
- Лауреат премии имени Ярослава Мудрого, номинация «За подготовку и издание учебников для студентов юридических специальностей высших заведений образования» (2010);
- Заслуженный профессор Национальной юридической академии Украины имени Ярослава Мудрого (2000);
- Почётный знак «Орден III степени в честь заслуг перед академией» (Национальная юридическая академия имени Ярослава Мудрого, 2010).

16 декабря 2016 года в Национальном юридическом университете имени Ярослава Мудрого прошел Первый Харьковский уголовный процессуальный полилог «Уголовный процесс: современное измерение и проспективные тенденции», который был приурочен к 50-летию кафедры уголовного процесса и 85-летию со дня рождения Юрия Грошевого.